# Puisenval
Puisenval é uma comuna francesa na região administrativa da Normandia, no departamento de Sena Marítimo. Estende-se por uma área de 5 km². Em 2010 a comuna tinha 24 habitantes (densidade: 4,8 hab./km²).